# Nowe Ludzicko
Nowe Ludzicko (niem. Neu Lutzig) – wieś w Polsce położona w województwie zachodniopomorskim, w powiecie świdwińskim, w gminie Połczyn-Zdrój.
W latach 1975–1998 wieś należała do woj. koszalińskiego.
Inne miejscowości o nazwie Ludzicko: Stare Ludzicko